# Marienkirche (Blasheim)

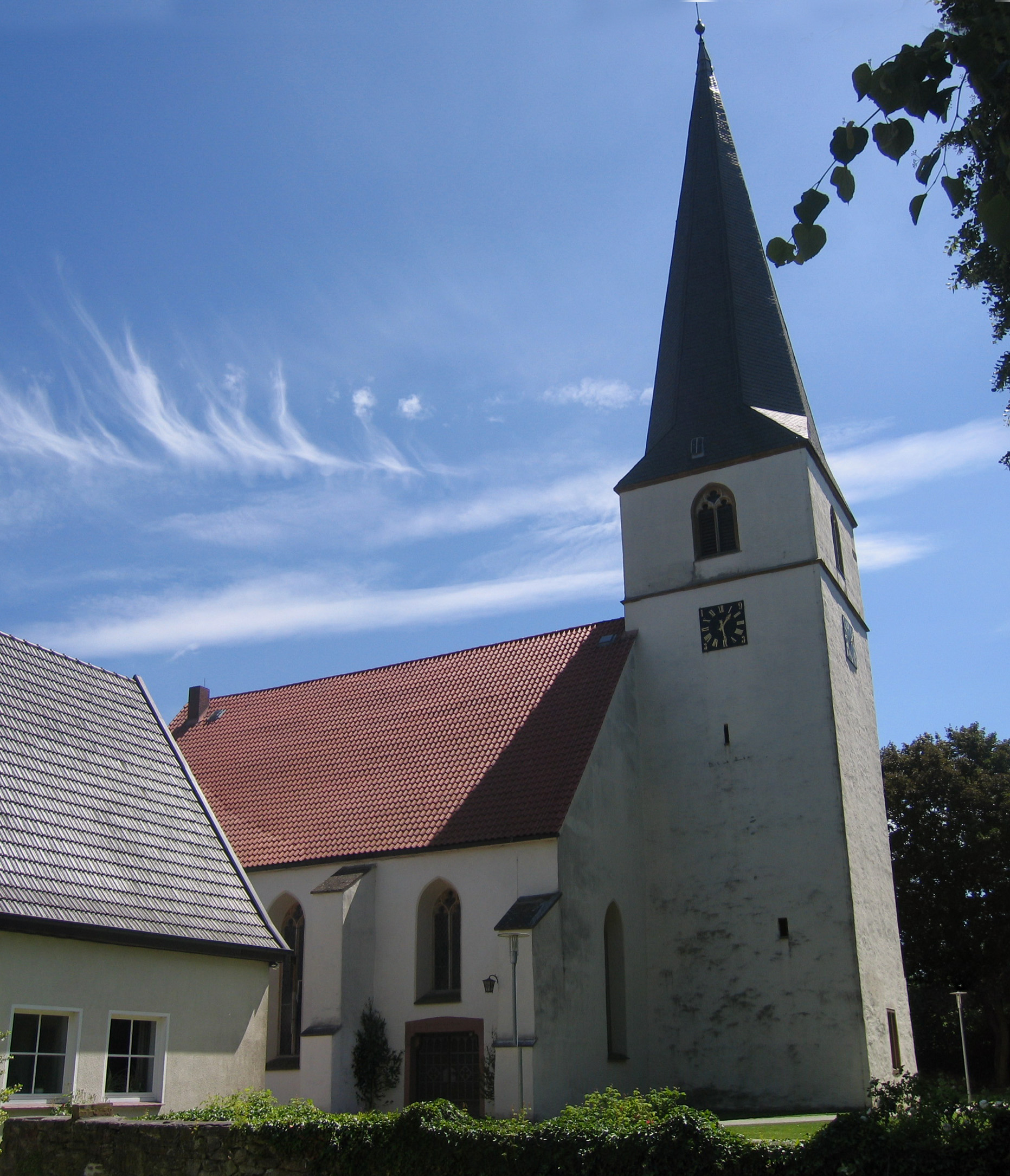
Marienkirche Blasheim von Norden

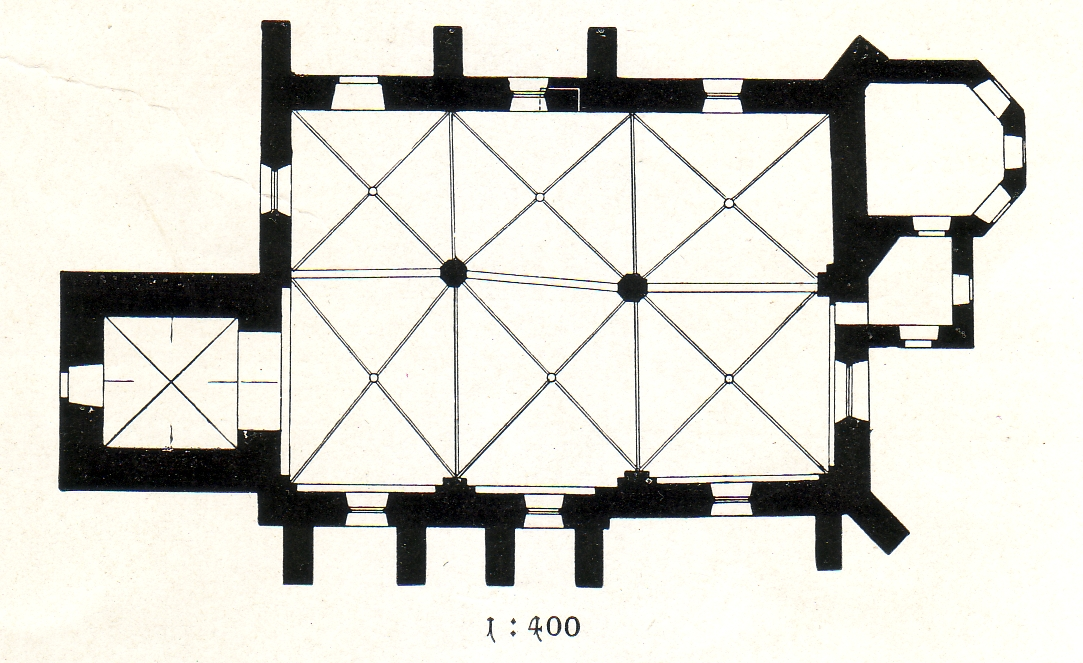
Grundriss vor der Erweiterung 1910

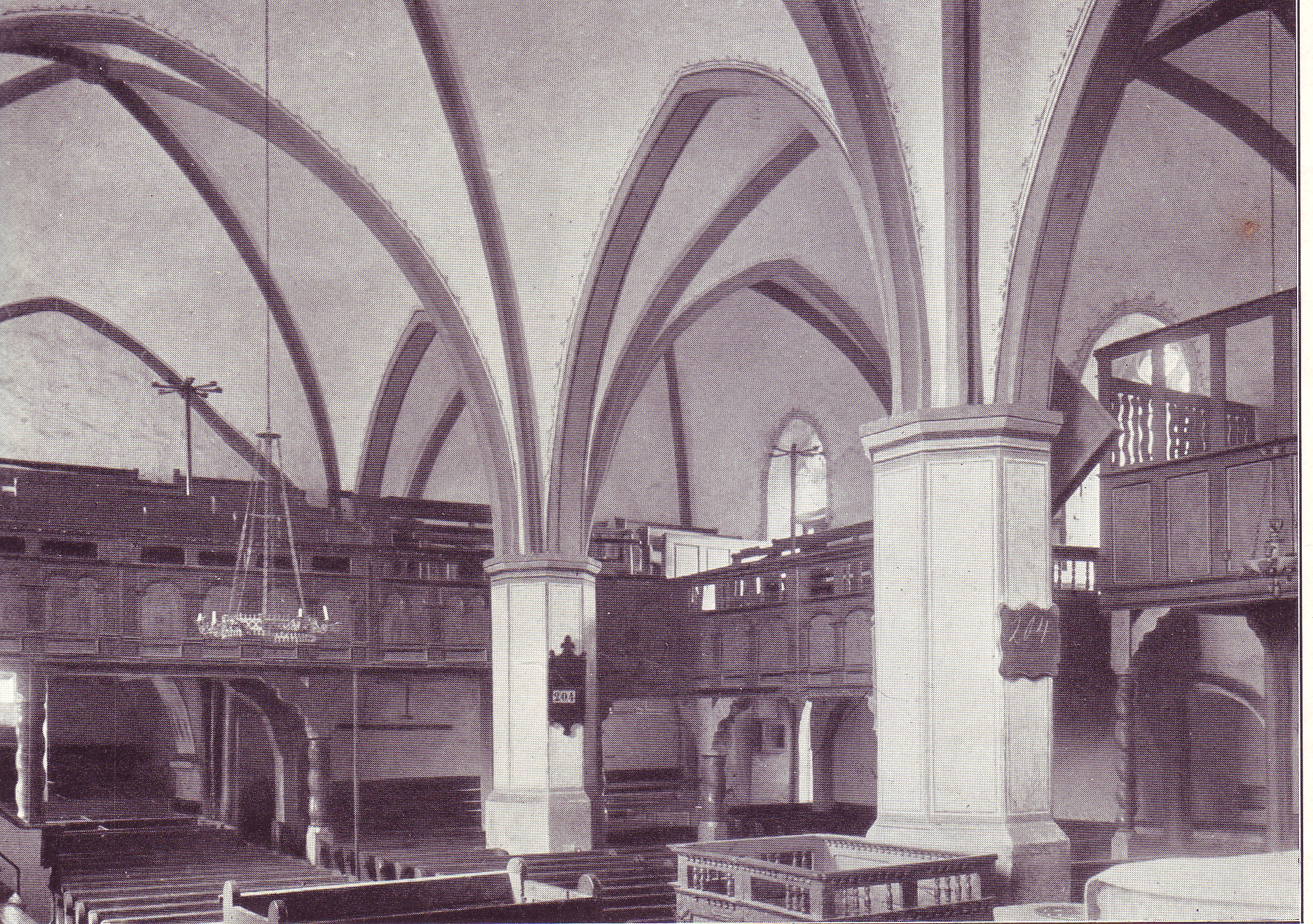
Innenraum, Blick nach Nordwesten 1904

Die Marienkirche in der Lübbecker Ortschaft Blasheim ist die Pfarrkirche der Ev.-luth. Kirchengemeinde Blasheim im Kirchenkreis Lübbecke der Evangelischen Kirche von Westfalen.
Die Kirche besteht in der heutigen Bauform als dreischiffige Hallenkirche seit 1910, weite Teile stammen aber aus der Zeit um 1500.

## Geschichte
Bereits im 14. Jahrhundert muss in Blasheim eine Kirche bestanden haben, über die wenig bekannt ist. Sie gehörte als Filialkirche zum Stift St. Andreas in Lübbecke. Als Stifter der Kirche gelten die Grafen von Tecklenburg.
1491 erhob der Mindener Bischof Heinrich III. von Schauenburg Blasheim zu einer eigenständigen Pfarrei, der auch die Bauerschaften Stockhausen, Eikel, Knöttinghausen und Obermehnen angehörten.
Aus dem Kirchweihfest ging der Blasheimer Markt hervor.

### Baugeschichte
Ursprünglich bestand in Blasheim eine spätromanische Saalkirche mit Westturm, deren genaue Bauzeit unbekannt ist. Unter Verwendung ihrer Mauern begann 1493 der Umbau zu einer zweischiffigen, dreijochigen Hallenkirche im spätgotischen Stil. Der Westturm am (damaligen) Südschiff trägt die Jahreszahl 1514.
1659 wurde an der Ostseite des Nordschiffs eine Sakristei mit 3/8-Schluss angebaut.
1910 erfolgte eine Erweiterung im neugotischen Stil: Auf der Südseite wurde ein weiteres Schiff angebaut, somit erscheint die Marienkirche heute als dreischiffige Hallenkirche und der Turm befindet sich am Mittelschiff. Im Osten wurde die Kirche um einen Chor erweitert.

### Ausstattung
Aus der Bauzeit der Kirche Ende des 15. Jahrhunderts stammt der spätgotische Schnitzaltar in einer Fassung aus der Renaissance.